# Prince Olav Harbour

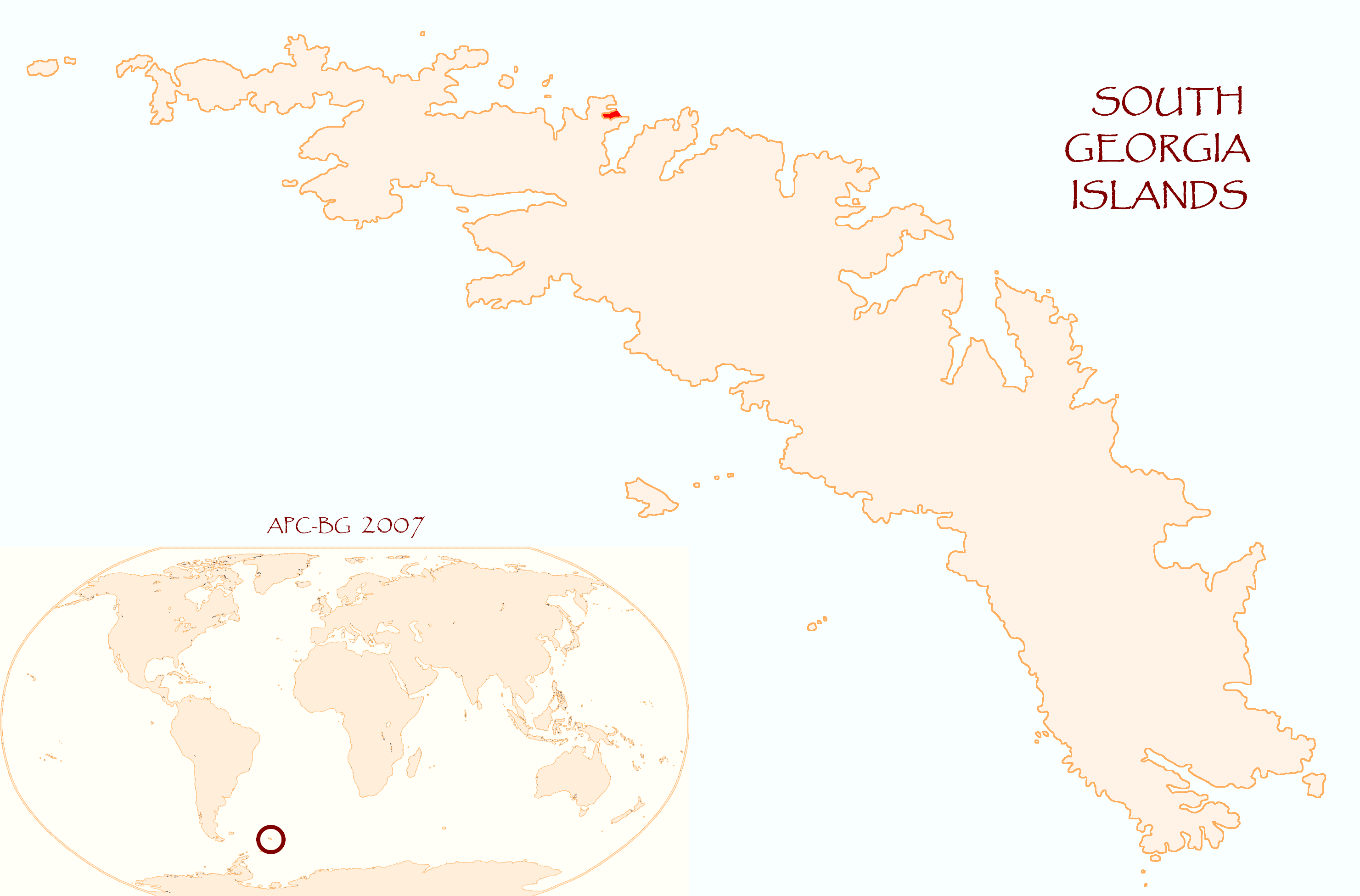
Lage von Prince Olav Harbour

Prince Olav Harbour ist ein kleiner Naturhafen an der nicht so stark den Winden ausgesetzten Nordküste der Insel Südgeorgien, im Südatlantik. Er liegt im südwestlichen Teil der Cook Bay. Seine Einfahrt wird vom Point Abrahamsen und dem Sheep Point flankiert. Die Benennung geht vermutlich auf norwegische Walfänger zurück und ist mindestens seit 1912 im Gebrauch. Namensgeber ist der damalige norwegische Thronfolger Kronprinz Olav (1903–1991).

## Geschichte
Ab 1911 wurde von der südafrikanischen Southern Whaling and Sealing Company eine Walfangstation im Prince Olav Harbour betrieben, zunächst als schwimmende Fabrik. 1916 wurde eine Festlandstation errichtet, die 1917 ihren Betrieb aufnahm und auch über eine Schmalspurbahn verfügte (dazu Eisenbahnen auf Südgeorgien); ein Teil der Ausrüstung wurde nach Leith Harbour verbracht.
Die Brutus, deren Wrack noch heute in der Bucht sichtbar ist, wurde 1918 von Kapstadt aus hierher geschleppt, um als Bekohlungsstation zu dienen. Das 1700-Tonnen-Schiff war 1883 in Glasgow als Sierra Pedrosa gebaut worden. Die in der Bucht gelegene Insel Brutus Island wurde nach dem Schiff benannt.